# The Italian Way to Dixieland
The Italian Way to Dixieland è un album con canzoni di vari gruppi musicali italiani degli anni cinquanta.

## Cronistoria
Verso la fine degli anni quaranta ci fu un notevole interesse per la musica Jazz americana in Italia, come in precedenza si era avuta nel resto d'Europa. Ci furono diverse formazioni di band musicali che importarono lo stile Dixieland di New Orleans e questo album degli anni sessanta rappresenta quelle che all'epoca erano le più accreditate in campo nazionale.

## Le Band dell'album
I Gruppi presenti in questo album sono:
- Rheno Dixieland Band
- Lazy River Band Society
- New Emily Jazz Band
- Seconda Roman New Orleans Jazz Band
- Reverside Jazz Band

## Le composizioni
L'album si compone di dodici canzoni, sei per ogni lato:
- Lato 1
  - Tiger Rag (Nick La Rocca –Schields)-Rheno Dixieland Band - 3'01”
  - Original Dixieland One Step (La Rocca)-Lazy River Band Society - 2'43”
  - That Da-Da's Train (Medina – Dowell) – New Emily Jazz Band – 2'50”
  - Old Man River (Kern) –  Roman New Orleans Jazz Band - 3'45”
  - Jazz Me Blues (Delaney – Twomey) – Lazy River Band Society – 2'34”
  - Ole Miss (Handy) – Riverside Jazz Band – 2'52”

- Lato 2
  - Fidgety Feet (La Rocca) – Lazy River Band Society – 3'19”
  - Royal Garden Blues (Williams) - New Emily Jazz Band – 2'30”
  - Darktown Strutter's Ball (Brooks – Schelton) - New Emily Jazz Band – 2'19”
  - Indiana (Hanley – Mc Donald) - Lazy River Band Society – 2'20”
  - At The Jazz Band Ball (La Rocca –Schields) - New Emily Jazz Band – 3'02”
  - Is It True What They Say About Dixie?  (Caesar – Lerner – Marks) - Roman New Orleans Jazz Band – 2'52”